# Hermann von Wissmann
Hermann von Wissmann (ur. 4 września 1853 we Frankfurcie nad Odrą, zm. 15 czerwca 1905 w Weißenbach bei Liezen) – niemiecki badacz Afryki, w latach 1888–1891 komisarz, a w latach 1895–1896 gubernator Niemieckiej Afryki Wschodniej.

## Życiorys

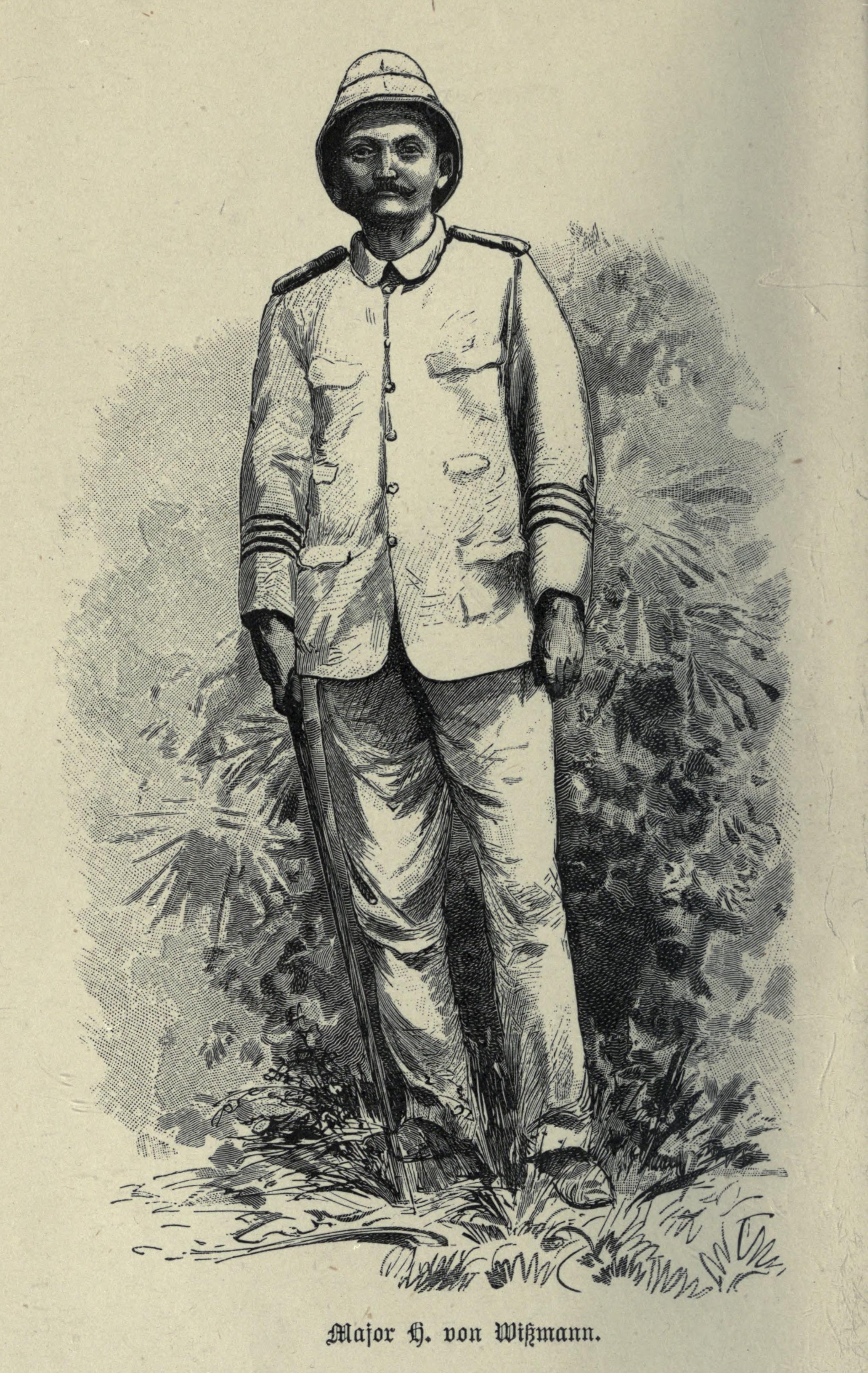
Major von Wissmann

Do gimnazjum uczęszczał w Erfurcie, po pruskiej szkole kadetów został w 1873 chorążym, a w 1874 uzyskał stopień porucznika. W tym samym roku podjął w Rostocku studia geograficzno-etnologiczne.
W 1880 towarzyszył niemieckiemu badaczowi Afryki, Paulowi Pogge, w wyprawie przez dżunglę nad rzeką Kongo. Pogge i Wissmann rozdzielili się we wschodniej części dorzecza. Wissmann skierował się w kierunku Oceanu Indyjskiego, badając po drodze tereny wschodniej Afryki. W latach 1881–1882 współdziałał z Carlem Petersem w Niemieckiej Spółce Wschodnioafrykańskiej, która później stała się najważniejszym narzędziem kolonizowania terenów wschodniej Afryki przez Cesarstwo Niemieckie. W latach 1883–1885 pozostawał w służbie króla Leopolda belgijskiego, dla którego badał Afrykę Centralną (późniejsze Kongo Belgijskie). Dowodził także wyprawą idącą na odsiecz Eminowi Paszy.
8 lutego 1888 został mianowany komisarzem Rzeszy na obszar Niemieckiej Afryki Wschodniej (dzisiejsza Tanzania). Odwołany w 1891, 26 kwietnia 1895 mianowany został nowym gubernatorem tej kolonii, a 3 grudnia 1896 ustąpił z tego stanowiska z przyczyn zdrowotnych i powrócił do Niemiec. W 1897 został wybrany prezydentem niemieckiego towarzystwa geograficznego. Zginął tragicznie w 1905, postrzelony z własnej broni podczas polowania.

## Dzieła wybrane
- Im Innern Afrikas (1888)
- Unter deutscher Flagge quer durch Afrika von West nach Ost, 1880-83 (1889)
- Meine zweite Durchquerung Äquetorialafrikas (1891)